# ببر (فیلم ۲۰۰۵)
ببر (انگلیسی: The Tiger) یک فیلم به کارگردانی شاجی کایلاس محصول ۲۰۰۵ است. سورش گوپی، گوپیکا و سایکومار از بازیگران این فیلم بوده‌اند.